# アップルパイ

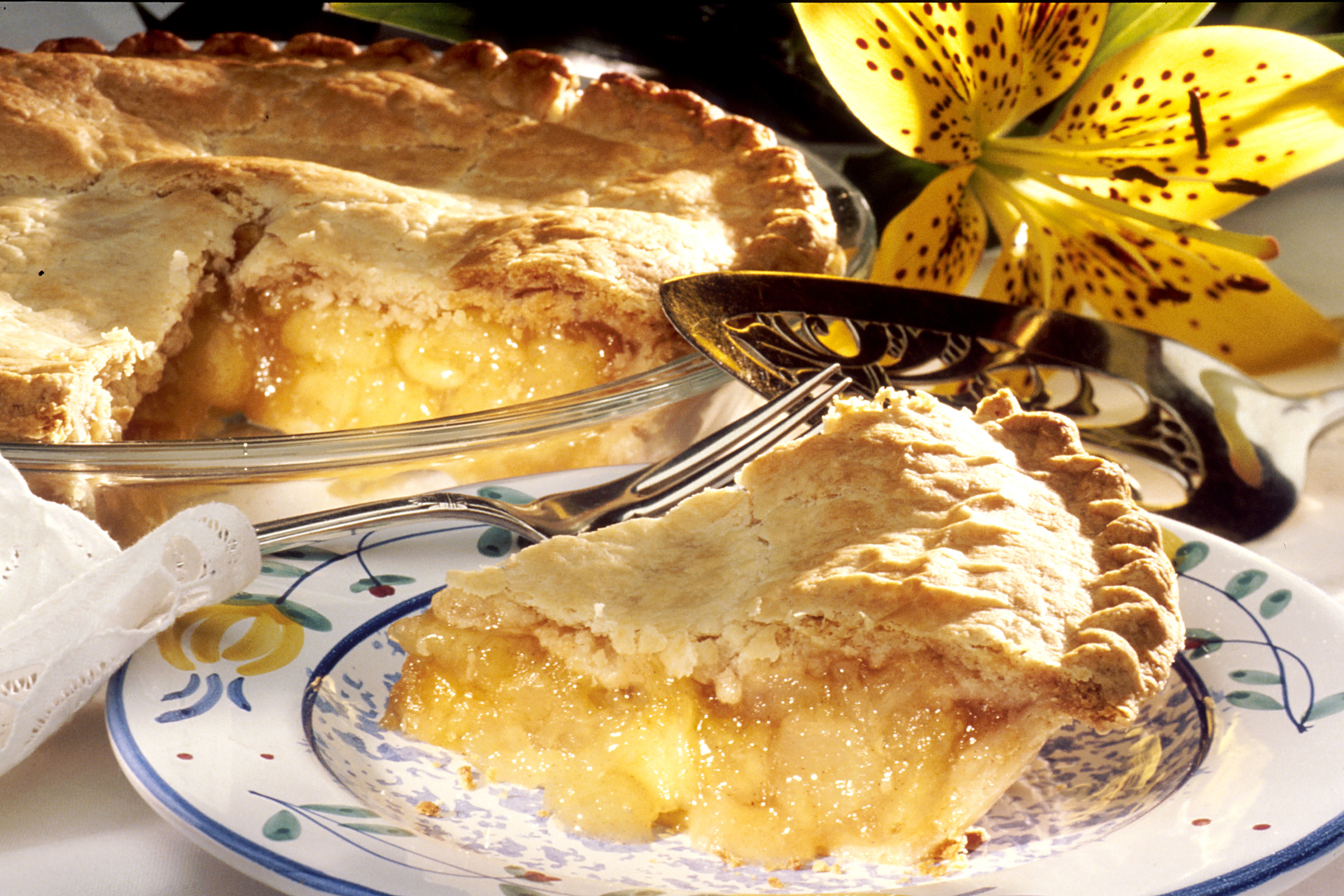
アップルパイ

アップルパイ（英: apple pie）とは、砂糖煮にしたリンゴを詰めてオーブンで焼いたパイのこと。
アップルパイは国により形状や味が様々であり、オーストリアではパイ生地でロールケーキのように巻かれ、アプフェルシュトゥルーデルと呼ばれる。日本におけるアップルパイのステレオタイプ的な円形に成形され、パイ生地に包まれたアップルパイはアメリカのものである。
アップルパイにアイスクリームを添えて供されるものは、アップルパイ・ア・ラ・モード（apple pie à la mode）と呼ばれる。
形状は円形のホール型、パイ生地でくるりと巻いたロール型、パイ生地でリンゴを挟んだサンドイッチ型など様々ある。リンゴは砂糖で煮詰めたプリザーブ状のものをパイ生地と一緒に焼くパターンもあれば、生のリンゴをそのままパイ生地と一緒に焼くパターンなど様々ある。

## アメリカのアップルパイ
「アップルパイのようにアメリカ的だ （'As American as apple pie'） 」という慣用句があり、日本人にとっての味噌汁同様に「おふくろの味」を連想させる。ヒットしたアメリカのコメディ映画（青春映画）にも『アメリカン・パイ』という作品があり、英語学習用の教材にもケイ・ヘザリ『American Pie』シリーズ（日本放送出版協会）がある。いずれもアップルパイを想定して名称がつけられている。
アメリカでのアップルパイの歴史は、イギリスからやってきた清教徒がリンゴの種を蒔いて育て、収穫したリンゴでアップルパイを作った事にさかのぼる。ジョニー・アップルシードも有名。リンゴは環境への適応が比較的強く、生水が危険で飲めず、小麦が貴重品だった当時はリンゴは重要な飲料水と炭水化物の摂取源であり、小麦を嵩増しできるアップルパイは主食だったと言う。感謝祭で七面鳥の丸焼きやコーンブレッドと共にアップルパイを作る家庭も多い。
ナビスコのリッツクラッカー、シナモン、レモンの皮、クリームオフターター（cream of tartar）、砂糖、バター、水、パイ生地で作る モック・アップルパイ-mock apple pie が1930年代に広められた。

## 日本におけるアップルパイ

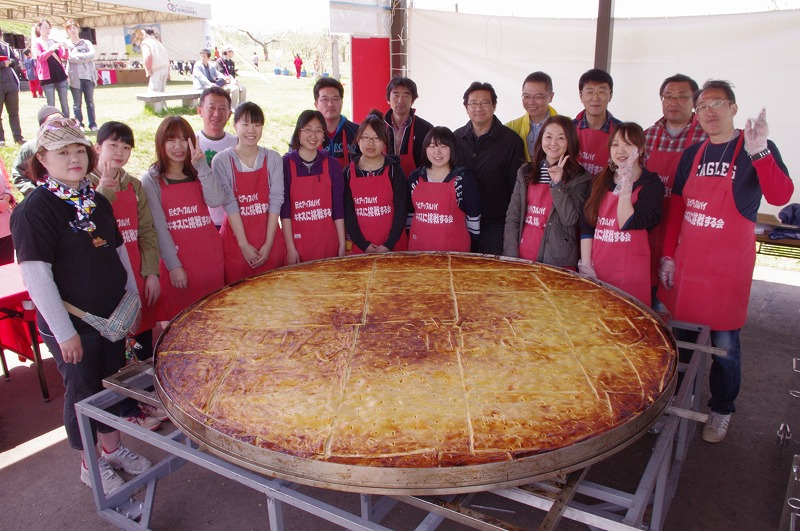
直径2mの巨大アップルパイ

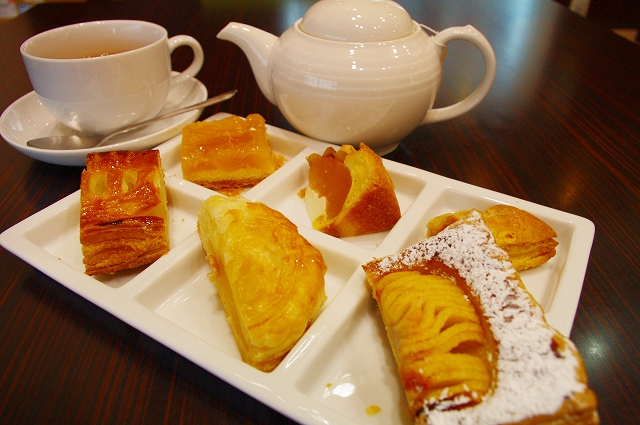
6種類のアップルパイ食べ比べ

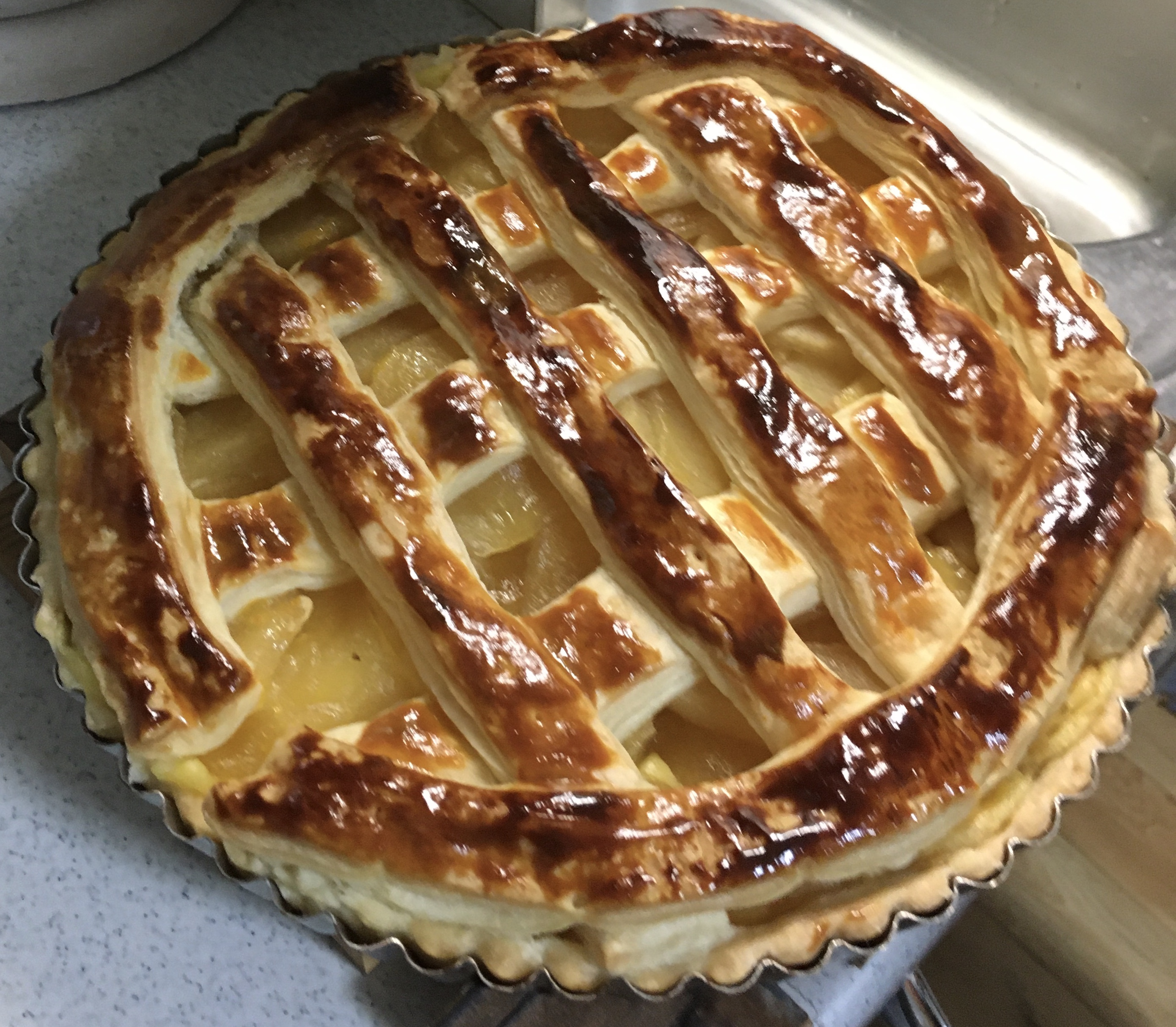
網目のあるアップルパイ

りんごの生産量が日本一の青森県弘前市ではアップルパイを用いたイベントが行われている。
弘前アップルパイガイドマップ
（公社）弘前観光コンベンション協会が発行しているパンフレット。
巨大アップルパイ世界に挑戦する会
「りんごのまち弘前」PRを目的に、巨大アップルパイでのギネス認定を目指している 。
アップルパイの食べ比べ
弘前市には、地元産素材使用のアップルパイを焼く店が多数存在し、毎週土日にはアップルパイの食べ比べがルネスアベニュー 内で行われていたが 、ルネスアベニューが2017年3月31日をもって閉店したことにより、現在は実施されていない。

## アップルパイ用リンゴ品種の一覧
- 紅玉（こうぎょく）英名：Jonathan（ジョナサン）
- ジョナゴールド（Jonagold）
- 旭（あさひ）英名：McIntosh（マッキントッシュ）
- 茜（あかね）
- グラニースミス（Granny Smith）
- クリプスピンク（ピンクレディ)（Cripps Pink（Pink Lady））
- ブラムリー（Bramley）
- エンパイア（Empire）
- ノーザンスパイ（Northern Spy）
- グライムスゴールデン（Grimes Golden）